# سيلينا غريفيثز
سيلينا غريفيثز (بالإنجليزية: Selina Griffiths)‏ هي ممثلة بريطانية، ولدت في 1969 في ريتشموند على نهر التايمز في المملكة المتحدة.

## وصلات خارجية
- سيلينا غريفيثز على موقع IMDb (الإنجليزية)
- سيلينا غريفيثز على موقع قاعدة بيانات الفيلم (الإنجليزية)